# Нижняя Тура — Пермь — Горький — Центр
Нижняя Тура — Пермь — Горький — Центр — система газопроводов первой категории от г. Нижняя Тура в Свердловской области России до г. Москва, предназначенная для транспортировки природного газа от месторождения Медвежье (Ямало-Ненецкий автономный округ) в центральные области России.
Диаметр труб газопровода 1220 мм, давление 49 атм (5 МПа). Длина газопровода более 1700 км. Система состоит из двух параллельных трубопроводов. На участке Нижняя Тура — Пермь имеется три нити магистрали.
Газопровод проложен по территориям Свердловской области, Пермского края, Удмуртии, Татарстана, Чувашии, Нижегородской, Владимирской, Рязанской и Московской областей.

## История
42Строительство газопровода началось в начале 1970-х годов (первая нитка газопровода Нижняя Тура — Пермь была построена в 1967 году, но это был газопровод регионального значения).
Компрессорные станции газопровода были оснащены газоперекачивающими агрегатами ГПА-Ц-6,3, снабженными авиационными двигателями НК-12СТ.
Первый газ поступил в Москву в октябре 1974 года. В 1979 году система газопроводов окончательно сдана в эксплуатацию. Объем проходящего по магистрали газа достиг 104 млн.  м³ в сутки.
Газопровод Нижняя Тура — Пермь — Горький — Центр был первым газопроводом от крупнейших газовых месторождений Западно-Сибирской нефтегазоносной провинции в центральные области РСФСР. Строительство газопровода позволило довести к началу 1980-х годов уровень газификации в городах центральной части РСФСР до 75-80 %.